# Славонський діалект

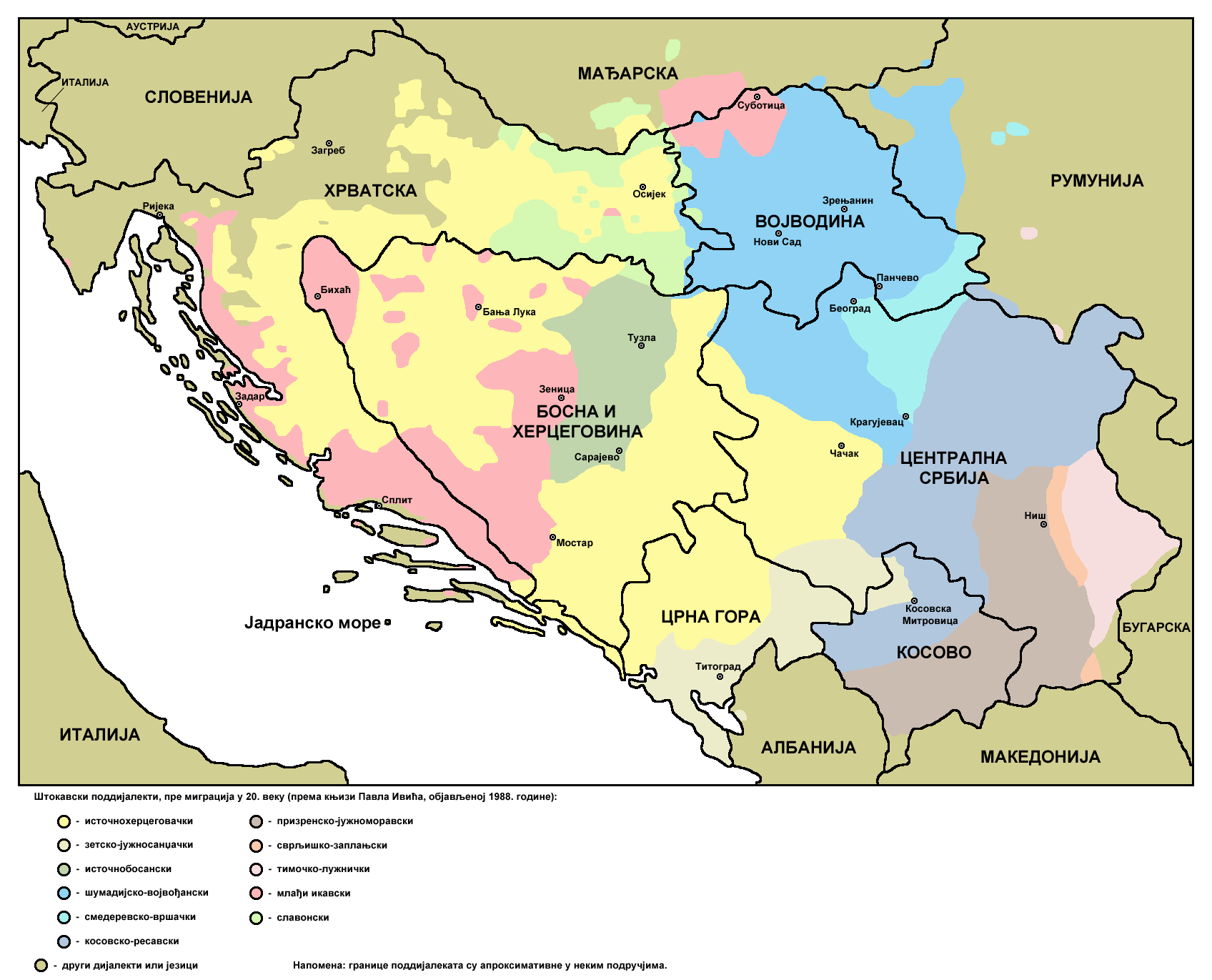
Поширення носіїв славонського діалекту (позначено світлобузковим кольором)

Славонський діалект хорватської мови — це один із діалектів штокавського наріччя, який містить у собі багато архаїчних рис. Цей говір розповсюджений на теренах Славонії. Славонським діалектом в основному розмовляють хорвати, які називають себе шокцями.

## Особливості
Носії славонського говору досі значною мірою вимовляють šć, jt, jd, меншою мірою – čr-, винятково –l. Акут у вимові зберігається майже регулярно, а часто зберігаються й давніші його форми у відмінках множини.  Імовірно початковий звук w плюс напівголосний дали u- рано, початкове vs- дало sv-, складотворчий l дав u або, можливо, нескладовий o, і праслов’янський dj дав đ.  Проте легко можна побачити, що раніше в прикладах іншомовного типу входило j, яке останнім часом у Славонії представлене менше, ніж у хорватських штокавських діалектах Боснії.  Звичайно, слов'янські діалекти були дуже тісно пов'язані з боснійською, і це можна побачити, наприклад, зі зміни короткого i + r на короткий ять + r (наприклад, чотири);  ця зміна була давня, ще з часів до заміни стада. Посавські діалекти також за низкою ознак збігаються з низкою боснійських говорів.
Говірки славонського діалекту були на крайньому північному сході хорватської мови з середньовіччя, тобто на північному заході штокавського наріччя середньопівденнослов’янської діасистеми, а це означає, що вони периферійно розташовані і мають багато спільного з чакавським і особливо кайкавським наріччями.  Ці риси особливо яскраво виражені в промовах Сича та Магичі-Малої.
Після Великого переселення народів зв’язки межи славонськими і кайкавськими діалектами сильно стерлись, але результати цих зв’язків у деталях помітні й по нині.  Безперечно, носії північно-західних славонських говірок були найсильніше залучені до цих стосунків, оскільки кайкавці були сусідами та оскільки вплив інших штокавських діалектів був слабшим, аніж у Посавині.  Славонський розвиток був закономірним: звук шва розвинувся в і, як і скрізь у штокавському наріччі, великий юс розвинувся в у, як і скрізь у штокавців. За часів турецького панування, Славонія хутко втрачала своє населення, тому до неї перебиралися жителі інших країв. Часто переселенці були з Герцеговини, тому вплинули на особливість вимови місцевого населення. Історично діалект тісно пов‘язувався з говорами кайкавського наріччя, що можна побачити в розвитку ятя в і (хоча здебільшого ять у говорах штокавського наріччя розвинувся в ije), який сьогодні збереглася лише в подравській говірці.  З міграціями цей зв’язок зменшився, а подеколи навіть узагалі обірвавсь. 

## Розвиток
Славонський говір — рубіжний діалект західноштокавського діалекту.  На початку свого розвитку (що й досі помітно в його подравській говірці та закритому екавському рефлексі ятя) він був досить схожий на кайкавські діалекти, особливо на вимерлий західнославонський кайкавський діалект.  Він також охоплював інші терени, на захід від Пожеги та Слатини (або, ймовірно, Ораховиці) були кайкавські діалекти, які відповідали би середньовічним кордонам Загребської єпархії. На схід регіону побутували змішані щакавсько-кайківські діалекти, деякі кайкавські ізоглоси поширювалися по всій Вуковарській жупанії (аж до Дунаю біля Вуковара), а переважно кайкавська перехідна говірка безперечно, поширюється принаймні до Валпова та Броду, і, ймовірно, навіть далі.
Міграції під час панування турків змінили цю ситуацію, зв'язок із кайкавською перервавсь, а міграція хорватів з території сьогоднішньої БіГ (поблизу Солі, долина річки Босни, турецька Хорватія) змінила сам діалект і зміцнила зв'язки з двома сусідніми, щакавська ієкавська (східнобоснійський діалект) і щакавська ікавська (західний діалект). 
Власька оаза має схожість із західним діалектом хорватської мови та південно-чакавським діалектом і зазвичай уходить до посавської говірки славонського говору.
Для цього діалекту характерний змішаний рефлекс ятя (хоча зазвичай переважають ікавський і оригінальні варіанти, закрите е-а), перехід ь в а, а складотворчого -l і задньоносового на -у.

## Розповсюдженість
Славонським говором розмовляють переважно у Славонії.  Славонський діалект здебільшого поділяється на дві смузі: посавську на півдні та подравську на півночі.  Баранськобрацькі терени розповсюдження такоже суть значними;  в інших місцях його помітно менше.  На південному заході Посавини славонським говором розмовляють від Мачковаць на Саві, а на півночі він містить територію навколо Нової Градишки аж до Великої, яка вже знаходиться в центральній зоні Славонії.
На схід місцевість Кутьєво належить до славонських говірок, а відтак область цього говору звужується аж до Шушневців, що розповсюджується на північний схід від Славонського Броду.  Вимова посавського типу на схід знову розширеніша, сягаючи аж до Горян на північ од Джакова;  на північному сході до нього входять Богданівці, а на південному сході Рачиновці на Саві.  Південним кордоном регулярно є Сава;  тільки навколо Ораш’я (Домалевац, Толіса, Угляра, Кострч, Матичі, Доня Махала, Угляра, Відовица) є славонський тип мови, присутній на південь від Сави. Деякі риси славонського говору зберегли хорвати в районі Ілоку, а ще меншою мірою – в Рекаші в Румунії та Бургенлянді в Австрії.
Подравські діалекти на заході можна знайти від області на схід від Вашки (а Вашка знаходиться на схід від Віровитиці) аж до околиць Осієка на сході.  Ці говірки також охоплюють центральнославонські ідіоми навколо Подгорача, Бокшича та Шаптиноваца, тоді як в околицях Нашиця переважно переважали ідіоми (i)єкавського новоштокавського діалекту.  До подравського типу приєднуються промови Ердута та Альмаша на схід від Осієка. У Барані ідіоми славонського діалекту розташовані на південь від кордону з Угорщиною.  Південна межа ідіоми славонського типу проходить від Драви на південь від Торянців до району Батина на Дунаї.  У західній Бачці слов'янський діалект включає шокацькі діалекти навколо Бачки-Брегу до Плавни на схід від Вуковара.  В Угорщині промови слов’янського типу дуже різні, включаючи різні рефлекси зграї.  Тут ми знаходимо ікавські говірки посавинського типу (наприклад, у Вршенді), ікавсько-ієкавсько-посавинського типу на південний схід від Печа, подравські екави в кількох селах (Мартинці, Потоня та ін.), а також говірки подравського типу із збереженими стадами в Бачині та Душноку. на південь від Калочи..  Як ми вже говорили, у середній Славонії між посавинським і подравським типами діалектів нині єкавський новоштокавський діалект розмовляють багато де.  Проте мова Вуки, Широкого Поля та Пунітовців є ікавськими новоштокавськими ідіомами, тому належать до західного діалекту.  На північний схід від Віровітиці розмовляють ієкавським щакавським (східнобоснійським діалектом), а на північному заході слов’янської мови ми також знаходимо носіїв кайкавських ідіом.  Зрозуміло, що в Славонії існують різні впливи серед окремих діалектних ідіом, і в багатьох місцях здавна живуть люди різної діалектної приналежності.  Крім того, серби в Осієку та Далі розмовляють екавським новоштокавським (воєводинським діалектом, який можна було б віднести до хорватського ілокського діалекту). До цього ж діалекту й належить Власька оаза хорватів Градеща.
Так, говір можна розділити на три говірки;  подравську, посавську та бачко-баранську, в кожній з яких зазвичай переважає індивідуальний рефлекс ятя (екавський, ікавський та ікаво-екавський).

## Покликання
- Kolo Inačica izvorne stranice arhivirana 23. kolovoza 2007. Josip Lisac: Proučavanja hrvatskih štokavskih organskih idioma
- Deset teza o hrvatskome jeziku Inačica izvorne stranice arhivirana 28. svibnja 2008.
- Govor Gradišćanskih Hrvata